# Melanochaeta capreolus
Melanochaeta capreolus är en tvåvingeart som först beskrevs av Alexander Henry Haliday 1838.  Melanochaeta capreolus ingår i släktet Melanochaeta och familjen fritflugor. Inga underarter finns listade i Catalogue of Life.